# Keri Lynn Pratt
Keri Lynn Pratt (Concord, 23 settembre 1978) è un'attrice, modella e ballerina statunitense.
I suoi ruoli più popolari sono stati quelli di Missy Belknap, nella serie televisiva Jack & Bobby e quello di Dee Vine nel lungometraggio Drive Me Crazy, il quale è stato il suo ruolo di debutto.

## Biografia e carriera
Nata nel New Hampshire, Keri Lynn Pratt si è diplomata alla Pinkerton Academy di Derry. Nel 1994 è stata eletta Miss New Hampshire Teen USA, vincita che l'ha qualificata come partecipante del concorso di bellezza nazionale Miss Teen USA. Dopo aver completato l'istruzione obbligatoria, Pratt si è diplomata alla Hampstead Dance Academy, dopo la quale ha dato inizio alla propria carriera al Broadway Dance Center. Ha preso parte a diverse serie televisive quali CSI - Scena del crimine nel ruolo di Anna Leah, E.R. - Medici in prima linea, Dr. House - Medical Division nel ruolo di Amy Errington, Bones nel ruolo di Chloe, Veronica Mars, Law & Order - Unità vittime speciali, Nip/Tuck, Settimo cielo, That '70s Show e Sabrina, vita da strega. Nel 2006 ha partecipato a quattro episodi della serie della ABC Brothers & Sisters - Segreti di famiglia, nel ruolo di una stagista dei personaggi di Calista Flockhart e Josh Hopkins. A luglio del 2008, Pratt è stata scelta per interpretare Kristy nella pellicola dell'anno successivo I Hope They Serve Beer In Hell. Nel 2010, ha interpretato il ruolo di Cat Grant nella decima stagione di Smallville.

## Filmografia

### Cinema
- Wirey Spindell, regia di Eric Schaeffer (1999)
- Drive Me Crazy, regia di John Schultz (1999)
- The Smokers, regia di Kat Slater (2000)
- Cruel Intentions 2 - Non illudersi mai (Cruel Intentions 2: Manchester Prep.), regia di Roger Kumble (2000)
- I perfetti innamorati (America's Sweethearts), regia di Joe Roth (2001)
- Dead Above Ground, regia di Chuck Bowman (2002)
- A Midsummer Night's Rave, regia di Gil Cates Jr. (2002)
- Il mio grasso grosso amico Albert (Fat Albert), regia di Joel Zwick (2004)
- The Surfer King, regia di Bernard Murray Jr. (2006)
- A Single Man, regia di Tom Ford (2009)
- I Hope They Serve Beer in Hell, regia di Bob Gosse (2009)
- Bad Actress, regia di Robert Lee King (2011)
- Dorfman, regia di Brad Leong (2011)
- FDR: American Badass!, regia di Garrett Brawith (2012)
- Hell and Mr. Fudge, regia di Jeff Wood (2012)
- The Trouble with the Truth, regia di Jim Hemphill (2012)

### Televisione
- Sabrina, vita da strega (Sabrina, the Teenage Witch) – serie TV, episodio 5x05 (2000)
- E.R. - Medici in prima linea (ER) – serie TV, episodio 7x04 (2000)
- That '70s Show – serie TV, episodio 3x18 (2001)
- Going to California – serie TV, episodio 1x07 (2001)
- Maybe It's Me – serie TV, episodio 1x20 (2002)
- They Shoot Divas, Don't They?, regia di Jonathan Craven – film TV (2002)
- Class of '06, regia di Ted Wass – film TV (2002)
- The Pitts – serie TV, episodio 1x05 (2003)
- Boston Public – serie TV, episodio 4x02 (2003)
- Nip/Tuck – serie TV, episodio 1x11 (2003)
- Joan of Arcadia – serie TV, episodio 1x06 (2003)
- Settimo cielo (7th Heaven) – serie TV, episodi 8x11-8x14 (2004)
- The Help – serie TV, 6 episodi (2004)
- Jack & Bobby – serie TV, 18 episodi (2004-2005)
- Campus Confidential, regia di Melanie Mayron – film TV (2005)
- Law & Order - Unità vittime speciali (Law & Order: Special Victims Unit) – serie TV, episodio 7x09 (2005)
- Una pupa in libreria (Stacked) – serie TV, episodio 2x05 (2005)
- Dr. House - Medical Division (House, M.D.) – serie TV, episodio 2x14 (2006)
- CSI - Scena del crimine (CSI: Crime Scene Investigation) – serie TV, episodi 1x22-6x19 (2001-2006)
- Bones – serie TV, episodio 2x05 (2006)
- Brothers & Sisters - Segreti di famiglia (Brothers & Sisters) – serie TV, 4 episodi (2006)
- Veronica Mars – serie TV, episodi 3x02-3x08 (2006)
- Crossing Jordan – serie TV, episodio 6x14 (2007)
- CSI: NY – serie TV, episodio 4x19 (2008)
- Commuter Confidential – serie TV (2008)
- Criminal Minds – serie TV, episodio 4x09 (2008)
- Life on Mars – serie TV, episodio 1x14 (2009)
- The Mentalist – serie TV, episodio 3x06 (2010)
- Smallville – serie TV, 4 episodi (2010-2011)
- The Originals – serie TV, episodio 2x09 (2014)
- The Originals: Awakening – miniserie TV, 4 puntate (2013-2014)

## Doppiatrici italiane
Nelle versioni in italiano delle opere in cui ha recitato, Keri Lynn Pratt è stata doppiata da:
- Gemma Donati in Brothers & Sisters - Segreti di famiglia, The Mentalist
- Domitilla D'Amico in Cruel Intentions 2 - Il gioco della seduzione
- Alessia Amendola in Criminal Minds
- Perla Liberatori in CSI: NY
- Chiara Gioncardi in Smallville